# کاروانسرای ابوالقاسم
کاروانسرای ابوالقاسم مربوط به دوره قاجار است و در یزد، ابتدای خیابان سلمان، محله قصابها واقع شده و این اثر در تاریخ ۱۰ خرداد ۱۳۸۲ با شمارهٔ ثبت ۸۶۷۹ به‌عنوان یکی از آثار ملی ایران به ثبت رسیده است.